# Escalade aux Jeux mondiaux de 2025
Navigation
Birmingham 2022 Karlsruhe 2029
Les épreuves d'Escalade des Jeux mondiaux de 2025 ont eu lieu du 14 au 16 août 2025 au Tianfu Park de Chengdu en Chine. Le parc Tianfu, une partie urbaine su district de Jinniu, est situé au nord-ouest du centre de la ville préfecture.
Seule l'épreuve de la vitesse est retenue pour cette édition ; outre le format classique à deux voies, le Speed 4 (quatre lignes) fera ses débuts officiels dix mois après avoir été testé à Madrid, en Espagne. Après avoir été présenté lors des deux dernières éditions des Jeux asiatiques, le Speed Relay sera également inclus au programme.

## Organisation
Au total, 72 athlètes de 12 nations et des cinq continents se sont qualifiés pour concourir à Chengdu 2025 : chaque comité national est limité à quatre athlètes pour chaque sexe.
Les huit première nations au classement de la coupe 2024 de vitesse peuvent engager quatre athlètes. En suivant le principe d'universalité, parmi les 8 nations éligibles, il doit figurer au moins une équipe pour représenter chaque continent (Afrique, Asie, Europe, Océanie et Pan Amérique). La Chine, pays hôte, est assuré d'être présente et, si elle est déjà qualifiée, le quota ira à la prochaine nation éligible.
| Femmes                                                                          | Hommes                                                                                     |
| ------------------------------------------------------------------------------- | ------------------------------------------------------------------------------------------ |
| Chine- Deng Lijuan - Meng Shixue - Zhang Shaoqin - Zhou Yafei                   | Chine- Chu Shouhong - Long Jianguo - Yang Jie - Zhao Linwen                                |
| Allemagne- Julia Koch - Nele Thomas                                             | Allemagne- Leander Carmanns - Sebastian Lucke                                              |
| Indonésie- Puja Lestari - Desak Made - Amanda Narda Mutia - Rajiah Sallsabillah | Indonésie- Kiromal Katibin - Veddriq Leonardo - Alfian Muhammad Fajri - Raharjati Nursamsa |
| Italie- Beatrice Colli - Agnese Fiorio - Giulia Randi - Sara Strocchi           | Italie- Ludovico Fossali - Luca Robbiati - Gian Luca Zodda - Matteo Zurloni                |
| Japon- Hayashi Karin - Kawakami Fumika - Koyamatsu Ren - Takeuchi Ai            | Japon- Fujino Shuto - Omasa Ryo - Tabuchi Motonori - Yasukawa Jun                          |
| Nouvelle-Zélande- Abby Gebert - Helen Lee - Jorja Rangi - Sarah Tetzlaff        | Kazakhstan- Beknur Altynbekov - Rishat Khaibullin - Amir Maimuratov - Damir Toktarov       |
| Pologne- Anna Brozek - Aleksandra Kalucka - Natalia Kalucka - Maria Szwed       | Nouvelle-Zélande- Karyss Adams - Flynn Chisholm - Julian David - Edward Johnston           |
| Afrique du Sud- Aniya Holder - Tegwen Oates                                     | Afrique du Sud- Joshua Bruyns - John-David Muller                                          |
| Corée du Sud- Hwang Jimin - Jeong Jimin - Sung Hanareum - Yun Dasom             | Ukraine- Hryhorii Ilchyshyn - Denys Mozolevych - Kostiantyn Pavlenko - Yaroslav Tkach      |
| États-Unis- Sophia Curcio - Emma Hunt - Piper Kelly - Isis Rothfork             | États-Unis- Zachary Hammer - Michael Hom - Logan Schlecht - Samuel Watson                  |

## Programme
Jeudi 14 août 2025
- Vitesse : Qualification / Finales

Vendredi 15 août 2025
- Vitesse 4: Qualification / Finales

Samedi 16 août 2025
- Relais Vitesse: Qualification / Finales

## Médaillés
| Épreuves  | Or                                 | Argent                                   | Bronze                                      |
| Femmes    | Femmes                             | Femmes                                   | Femmes                                      |
| --------- | ---------------------------------- | ---------------------------------------- | ------------------------------------------- |
| Vitesse   | Deng Lijuan                        | Qin Yumei                                | Zhou Yafei                                  |
| Vitesse 4 | Desak Made Rita Kusuma Dewi        | Qin Yumei                                | Rajiah Sallsabillah                         |
| Relais    | Chine- Deng Lijuan - Zhou Yafei    | Chine- Qin Yumei - Zhang Shaoqin         | Corée du Sud- Jeong Ji-min - Sung Han-areum |
| Hommes    |                                    |                                          |                                             |
| Vitesse   | Chu Shouhong                       | Sam Watson                               | Long Jianguo                                |
| Vitesse 4 | Long Jianguo                       | Kiromal Katibin                          | Rishat Khaibullin                           |
| Relais    | Chine- Chu Shouhong - Long Jianguo | États-Unis- Michael Hom - Logan Schlecht | États-Unis- Zachary Hammer - Sam Watson     |